# Aeroportul Lábrea
Aeroportul Lábrea (IATA: LBR, ICAO: SWLB) este un aeroport din Lábrea, Amazonas, Brazilia ce deservește zona Lábrea. Aeroportul a fost tranzitat în 2022 de 814 pasageri. A fost numit după zona deservită.
Situat la o altitudine de 58 m, aeroportul dispune de 1 pistă.

## Infrastructură

### Piste
Aeroportul dispune de o singură pistă. Pista 18/36 are suprafața de asfalt și dimensiunile 1.000 m × 40 m. 